# Avhadi Maraghayi
Avhadi Maraghayi, né en 1271 à Ispahan et mort en 1338 à Maragha, est un philosophe et poète des XIIIe et XIVe siècles.

## Biographie
Avhadi est né dans la ville d'Ispahan en 1271. Il y a probablement vécu jusqu'à la fin de son adolescence.
Selon certaines sources, il a d'abord écrit sous le pseudonyme "Safi". Il a fait ses études dans la ville de Maragha. Il meurt le 6 avril 1338 à Maragha.